# Le Chat, le Chien et la Dinde
Pour les articles homonymes, voir Cold Turkey.
Pour plus de détails, voir Fiche technique et Distribution.
Le Chat, le Chien et la Dinde (Cold Turkey)  est un court métrage d'animation américain de la série Pluto réalisé par Charles A. Nichols pour les studios Disney et sorti en 1951.

## Synopsis
Pluto et Milton regardent la télé et voient une publicité pour de la dinde.

## Fiche technique
- Titre original : Cold Turkey
- Titre français : Le Chat, le Chien et la Dinde
- Autres titres : 
  - Suède : Plutos kalkon / Plutos kalla kalkon
- Série : Pluto
- Réalisation : Charles A. Nichols
- Scénario : Leo Salkin, Al Bertino
- Décors : Thelma Witmer
- Layout : Lance Nolley
- Animation : Norman Ferguson, Marvin Woodward
- Effets visuels : Dan McManus
- Musique : Paul J. Smith
- Production : Walt Disney
- Société de production : Walt Disney Productions
- Société de distribution : RKO Radio Pictures
- Pays :  États-Unis
- Langue : anglais
- Format : Couleur (Technicolor) -  35 mm - 1,37:1 - Son mono (RCA Sound System)
- Durée : 7 min
- Dates de sortie : 
  - États-Unis : 21 septembre 1951[1]

## Distribution

### Voix originales
- Pinto Colvig : Pluto

### Voix françaises
- Roger Carel : la voix de la radio

## Commentaires
- Le film marque la troisième (et dernière) apparition du chat Milton, après Pluto n'aime pas les chats (1950) et  Plutopia (1951).
- C'est le dernier film de la série Pluto.